# القومية في العصور الوسطى
تعود نظريات وجود القومية في العصور الوسطى إلى البدئية أو الرمزية العرقية. يدعم العديد من علماء القومية فكرة وجود القومية في العصور الوسطى (خاصة في أوروبا). تختلف المدرسة الفكرية هذه عن الحداثة، والتي تفترض أن القومية تطورت في آخر القرن الثامن عشر ومع الثورة الفرنسية.

## غرب وشمال أوروبا

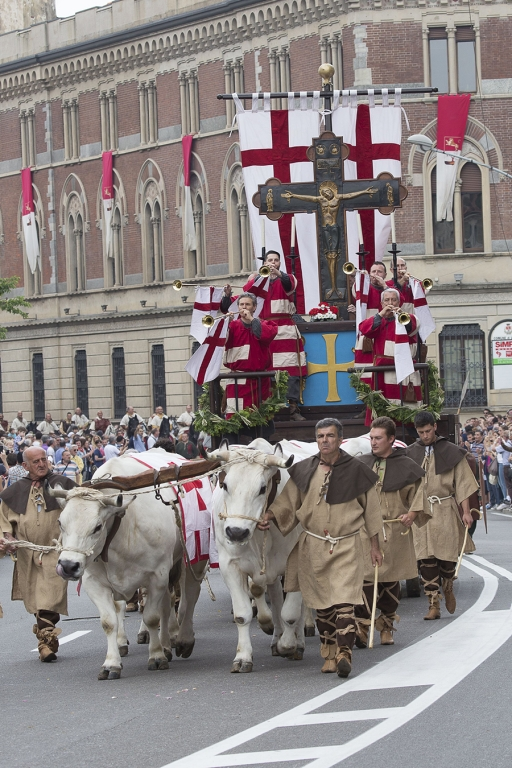
كاروتشيو خلال العرض التاريخي لباليو دي ليجنانو 2015

من بين المؤلفين الذين دافعوا عن أصل الأمم في العصور الوسطى أدريان هاستينغز (1929-2001). عمله الأساسي هو بناء القومية: العرق والدين والقومية (1997)، بناءً على سلسلة من المحاضرات التي ألقيت في عام 1996 في جامعة كوينز بلفاست. ينتقد هاستينغز النظرية الحداثية لإريك هوبسباوم وإرنست جيلنر وجون بريوي وبنديكت أندرسون، ويجادل بأن الدين أمر أساسي لإنشاء الأمم والقومية. في رأيه، تعتبر إنجلترا أقدم مثال للأمة الناضجة، ويرتبط تطور الأمم ارتباطًا وثيقًا بالكنيسة المسيحية وانتشار اللغات الشعبية المكتوبة إلى المجموعات العرقية الموجودة. يتتبع مؤلفون آخرون أصول القومية والوعي القومي لإنجلترا وبعض الدول الأوروبية بعد العصور الوسطى بفترة وجيزة، في القرن السادس عشر. يرى هاستينغز أن ما سمح بظهور القومية هو انتشار القدرة على الكتابة والقراءة.
بالنسبة للعديد من غير الحداثيين ظهرت الأمم من التقاليد اليهودية-المسيحية. كان جون ألكسندر أرمسترونغ (1922-2010) من أوائل العلماء المعاصرين الذين جادلوا بأن الأمم لها جذور ما قبل الحداثة وأن المؤسسات الدينية المحلية ساعدت في تكوينها. وعلى نفس المنوال، عزت دراسات أخرى مناهضة للحداثة أجراها هاستينغز وأنطوني د. سميث وستيفن غروسبي القومية إلى التقاليد اليهودية والمسيحية. يؤكد هاستينغز على دور اللغة، ويرى معارضة المسيحية للإسلام كعامل حاسم في تشكيل القومية. كما أنه يعتبر عاملًا مهمًا في التولد العرقي في أوروبا الغربية، الاقتناع بأنه شعب مختار، والذي تعزز بشكل أكبر بالتوتر بين الكاثوليكية والبروتستانتية.
أزار غات (الذي يدعي أن الأمة اليهودية كانت موجودة منذ العصور القديمة) يدعي (مقابل أندرسون) أن إنشاء مجتمعات متخيلة لم يكن ممكنًا فقط من خلال العلمنة وظهور الرأسمالية المطبوعة في العصر الحديث، ولكن يمكن أيضًا إنتاجه في وقت سابق من قبل الكلام المنطوق والطقوس الدينية. لا يتفق جات مع وجهة النظر الحداثية القائلة بأن الإمبراطوريات المتعددة الأعراق ما قبل الحديثة كانت تحكمها نخبة غير مبالية بالتركيب العرقي لمواطنيها. في الواقع، كانت جميع الإمبراطوريات تقريبًا مبنية على أساس عرقي مهيمن، في حين أن معظم المجتمعات العرقية كانت صغيرة وضعيفة جدًا بحيث لا يكون لها دولة مستقلة.
وفقًا للمؤرخ كاسبار هيرشي، فإن مفهوم الأمم والقومية يتغير بمرور الوقت، والقرن الثامن عشر هو مجرد بداية لنموذج الحداثة لهذا المفهوم. يعرض في عمله أصول القومية تطور القومية منذ القرن الرابع عشر. في رأيه، ولدت القومية في أوروبا القرون الوسطى الكاثوليكية وكانت نتيجة للإمبريالية الرومانية. وفقًا لهيرشي، ليست القومية بالضرورة ظاهرة جماهيرية (كما يعتقد الحداثيون) ولكنها يمكن أن تكون خطاب أقليات النخبة القومية. يناقش علماء آخرون، مثل دورون ميندلز وستيفن جروسبي وأفيل روشوالد، ظهور نوع من القومية بين اليهود القدماء. ديفيد إم غودبلات يدعم نفس النظرية مشيرًا إلى أن القومية اليهودية تظهر في الوصف الذاتي لليهود في فترة الهيكل الثاني (القرن الخامس - الأول قبل الميلاد).

## الكنيسة الأرثوذكسية الشرقية والبيزنطية والسلاف واليونانيون
يعتبر ديميتري أوبولينسكي أن السلاف الأرثوذكس في أوروبا الشرقية والبلقان (الروس والبلغار والصرب) كان لديهم قومية ووعي قومي خلال العصور الوسطى. حُشدت هذه القومية من خلال عدم رضاهم عن إمبريالية البيزنطيين، وخاصة في الأمور الكنسية، مثل تعيين الأساقفة من قبل بطريرك القسطنطينية. من وجهة نظر إيجابية، ساعد البطريرك في خلق الوعي الوطني من خلال إنشاء الدوائر الكنسية في المناطق السلافية. حدث هذا أيضًا مع الشعوب الأرثوذكسية غير السلافية الأخرى، حيث تأسست أبرشيات والاشيا ومولدافيا، وهما دولتان رومانيتان، في عام 1359 و 1401 على التوالي. من وقت لآخر، قدمت البطريركية مثل هذه التنازلات للسكان المسيحيين السلافيين الآخرين، مثل منح الاستقلال لكنائس بلغاريا وصربيا، أو تعيين العرقية الروسية كمطارنة كييف.
يعتقد بعض العلماء أن جذور القومية اليونانية الحديثة تعود إلى العصور الوسطى، وخاصة بين القرنين الثالث عشر ومنتصف القرن الخامس عشر. من وجهة النظر هذه، كان الحدث الذي أدى إلى تطور الوعي القومي اليوناني الحديث هو الصراع مع الحملة الصليبية الرابعة والحكم الفرنجي اللاحق.  نشأت القومية اليونانية الحديثة بعد غزو القسطنطينية عام 1204 وخلق الطغاة الذين خلفوا الإمبراطورية البيزنطية، وخاصة في إبيروس ونيقية وموريا. يستخدم ستيفن جي إكسيديس مصطلح القومية البدائية لظهور الهوية الوطنية اليونانية الحديثة في أواخر بيزنطة.